# اس۵ (دسته‌بندی)

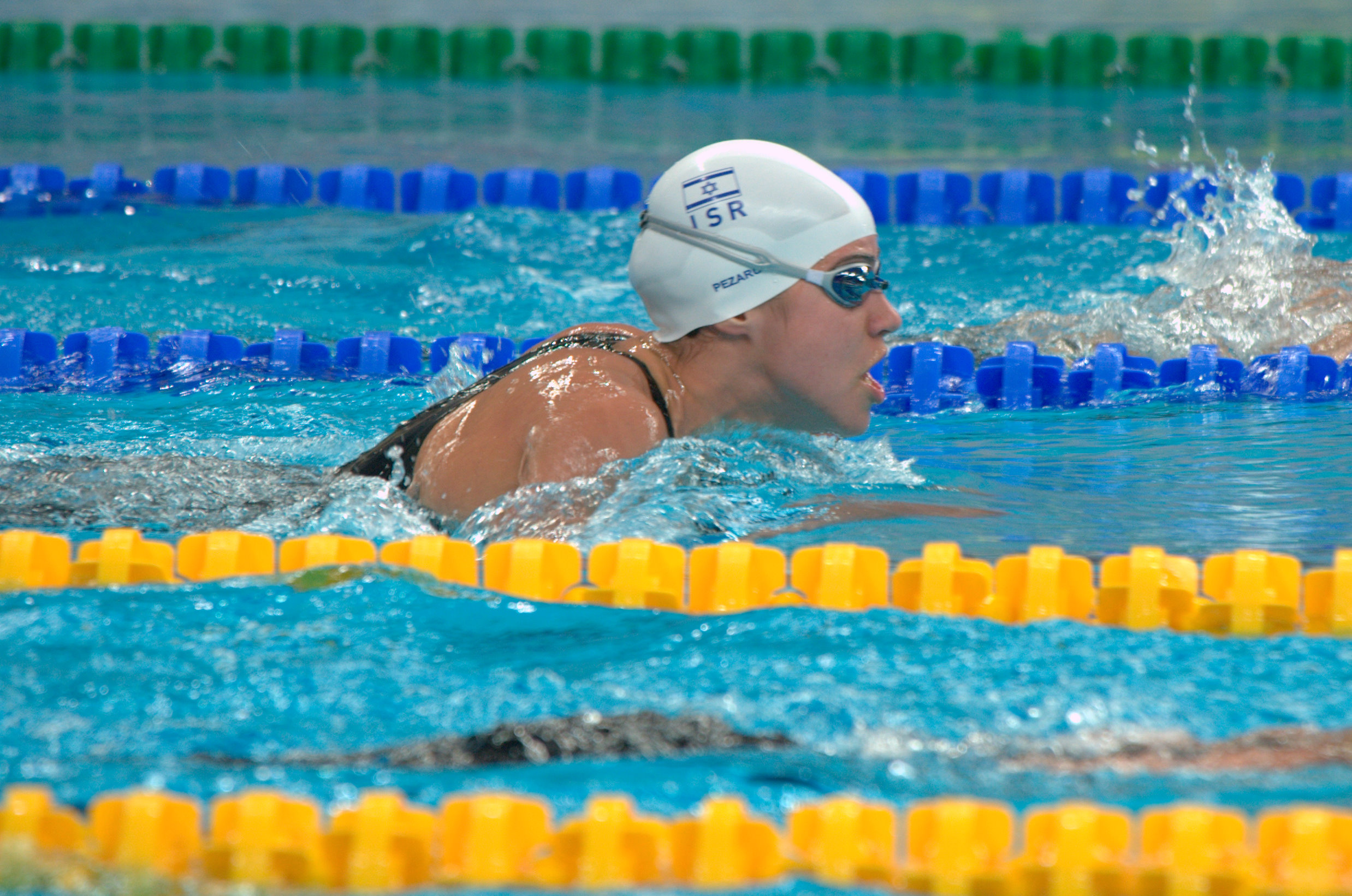
تصویری از یک شناگر با دسته‌بندی اس ۵.

اس ۵، اس بی ۴، اس ام ۵ دسته‌بندی‌های شنای معلولان هستند که برای دسته‌بندی شناگران بر اساس سطح ناتوانی آن‌ها استفاده می‌شود. این کلاس شامل افرادی با سطح ناتوانی متوسط است و شامل افرادی می‌شود که از بازوها و دست‌های خود استفاده کامل دارند، اما محدود به عدم استفاده از تنه و پاهای خود هستند. همچنین شامل افرادی می‌شود که مشکلات هماهنگی دارند. انواع ناتوانی‌ها در این طبقه از جمله افراد مبتلا به فلج مغزی نشان داده شده‌است. این کلاس در بازی‌های پارالمپیک شرکت می‌کند.

## تعریف
این طبقه‌بندی برای شنا است. در عنوان طبقه‌بندی، حرف  اس  "S" نشان دهنده شنای آزاد، کرال پشت و شنای پروانه است. حروف اس بی  "SB" به معنای شنای قورباغه و حروف  اس ام "SM" به معنای شنای مختلط است.  طبقه‌بندی ناتوانی در یک شیب است، به طوری که یکی از آن‌ها شدیدترین آسیب جسمی را دارد تا ده نفر که دارای کمترین میزان ناتوانی جسمی هستند.  جین باکلی، که برای اسپورتینگ ویلیز می‌نویسد، شناگران در این طبقه‌بندی را چنین توصیف می‌کند: "استفاده کامل از بازوها و دست‌های خود اما بدون عضلات تنه یا پا؛ شناگران با مشکلات هماهنگی."